# Gof Barachuma
Gof Barachuma är en krater i Kenya.   Den ligger i länet Marsabit, i den centrala delen av landet, 400 km norr om huvudstaden Nairobi. Toppen på Gof Barachuma är 819 meter över havet, eller 55 meter över den omgivande terrängen. Bredden vid basen är 2,1 km. Gof Barachuma ingår i Res Fila.
Terrängen runt Gof Barachuma är platt åt nordväst, men åt sydost är den kuperad. Runt Gof Barachuma är det glesbefolkat, med 9 invånare per kvadratkilometer. Närmaste större samhälle är Marsabit, 18,8 km söder om Gof Barachuma. Omgivningarna runt Gof Barachuma är i huvudsak ett öppet busklandskap.